# Lonicera tatarica
Lonicera tatarica es una especie de madreselva conocida por el nombre común de madreselva Tatarian. Es originaria de Siberia y otras partes de Asia oriental, pero es probablemente más conocido en América del Norte, donde se encuentra una gran cantidad de especies introducidas y malezas nocivas. Esta planta, una de las varias madreselvas, son arbustos exóticos presentes en América del Norte. Fue introducida como planta ornamental en 1752. Es conocido en todo el continente al oeste de Alaska y California, donde crece fácilmente en el hábitat perturbado. 

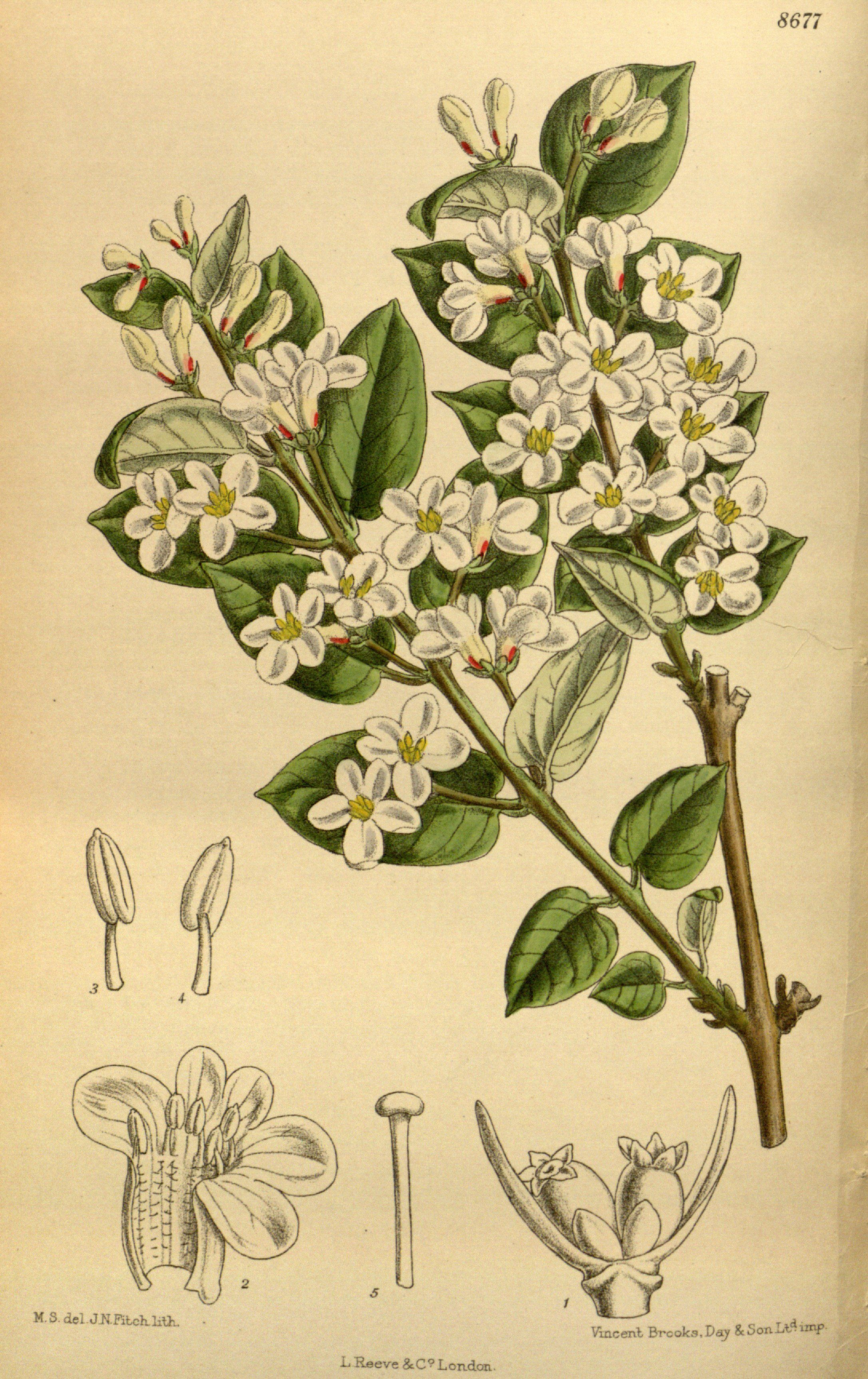
Ilustración

## Descripción
Se trata de un espeso arbusto que puede llegar a tres metros de altura erguido. Se alinea con hojas ovaladas o redondeadas de 3 a 6 centímetros de largo. La inflorescencia es generalmente un par de flores de color blanco a rosa o de color rojo carmesí, cada una de unos 1,5 centímetros de largo. Las flores son algo tubulares, sus estambres y estilos sobresalen. El fruto es una baya de color naranja brillante o rojo de hasta un centímetro de ancho. La planta forma matorrales y se propaga fácilmente cuando las aves y otros animales consumen los frutos.

## Taxonomía
Lonicera tatarica fue descrita por Carlos Linneo y publicado en Species Plantarum 1: 173–174. 1753.
Variedades
- Lonicera tatarica f. albiflora (DC.) House
- Lonicera tatarica var. micrantha Trautv.
- Lonicera tatarica var. tatarica

Sinonimia
var. tatarica
- Xylosteon tataricum (L.) Michx.[4]